# Tele (rivière)
Pour les articles homonymes, voir Tele.
La Tele (prononcé /te.le/) est une rivière de la République démocratique du Congo qui prend source dans le territoire de Buta, Bas-Uele, en province Orientale, sépare ce territoire avec les territoires Banalia et Basoko du district de la Tshopo, et séparent ensuite les territoires de Buta et d’Aketi, et se jette dans la Rubi appelé Itimbiri en aval dans ce dernier territoire.